# Voivodato de Silesia (1920-1939)
El voivodato de Silesia (en polaco: Województwo Śląskie) fue una provincia autónoma (voivodato) de la Segunda República Polaca. La mayor parte de su territorio había pertenecido a la provincia germano-prusiana de Silesia y pasó a formar parte de la recién renacida Polonia como resultado del plebiscito de la Alta Silesia de 1921, las Convenciones de Ginebra, los tres levantamientos de la Alta Silesia y la eventual partición de la Alta Silesia entre Polonia, Alemania y Checoslovaquia. El resto había sido la porción más oriental de la Silesia austriaca (véase Silesia de Cieszyn), que se repartió entre Polonia y Checoslovaquia tras el colapso de Austria-Hungría, la guerra polaco-checoslovaca y la Conferencia de Spa de 1920. La capital del voivodato era Katowice.
El voivodato se disolvió el 8 de octubre de 1939 tras la invasión alemana de Polonia, y su territorio se incorporó a la provincia alemana de Silesia. Tras la derrota de la Alemania nazi en la Segunda Guerra Mundial, su territorio se incorporó a un nuevo y más amplio voivodato de Silesia que existió hasta 1950.

## Descripción general
El voivodato de Silesia era una de las provincias más ricas y mejor desarrolladas de la Polonia de entreguerras. Debía su riqueza a los ricos yacimientos de carbón, que dieron lugar a la construcción de numerosas minas de carbón y acerías. Por esa razón, dicho voivodato era crucial para la producción de armamento polaco. Sin embargo, su ubicación en la frontera con Alemania lo hacía vulnerable. A mediados de la década de 1930, el gobierno polaco decidió trasladar algunos sectores de la industria pesada al corazón de la nación, creando la Región Industrial Central. Gracias a sus eficientes prácticas agrícolas, el voivodato de Silesia también era un importante productor de alimentos pese a lo reducido de su tamaño.
Según el censo polaco de 1931, el 92,3% de la población declaraba el polaco como lengua materna. Los alemanes representaban el 7% y los judíos sólo el 0,5%. Los polacos vivían principalmente en los pueblos (el 95,6% de la población), mientras que los alemanes y los judíos preferían las ciudades (el 12,9% de la población de las ciudades de la Alta Silesia era alemana, especialmente Katowice).
La densidad de población era la más alta del país, con 299 personas por kilómetro cuadrado. El 1 de enero de 1937, las zonas forestales constituían el 27,9% de la provincia. La densidad ferroviaria era la más alta del país, con 18,5 km por cada 100 km². En 1931, la tasa de analfabetismo era la más baja del país, con un 1,5% de la población.

## Historia
Tras la Primera Guerra Mundial surgió una disputa sobre el futuro de la Alta Silesia. Esta parte de la región de Silesia era la menos afectada por los siglos de germanización. La población era predominantemente eslava, sobre todo en las zonas rurales. Muchos de sus habitantes se consideraban polacos, y algunos checos.

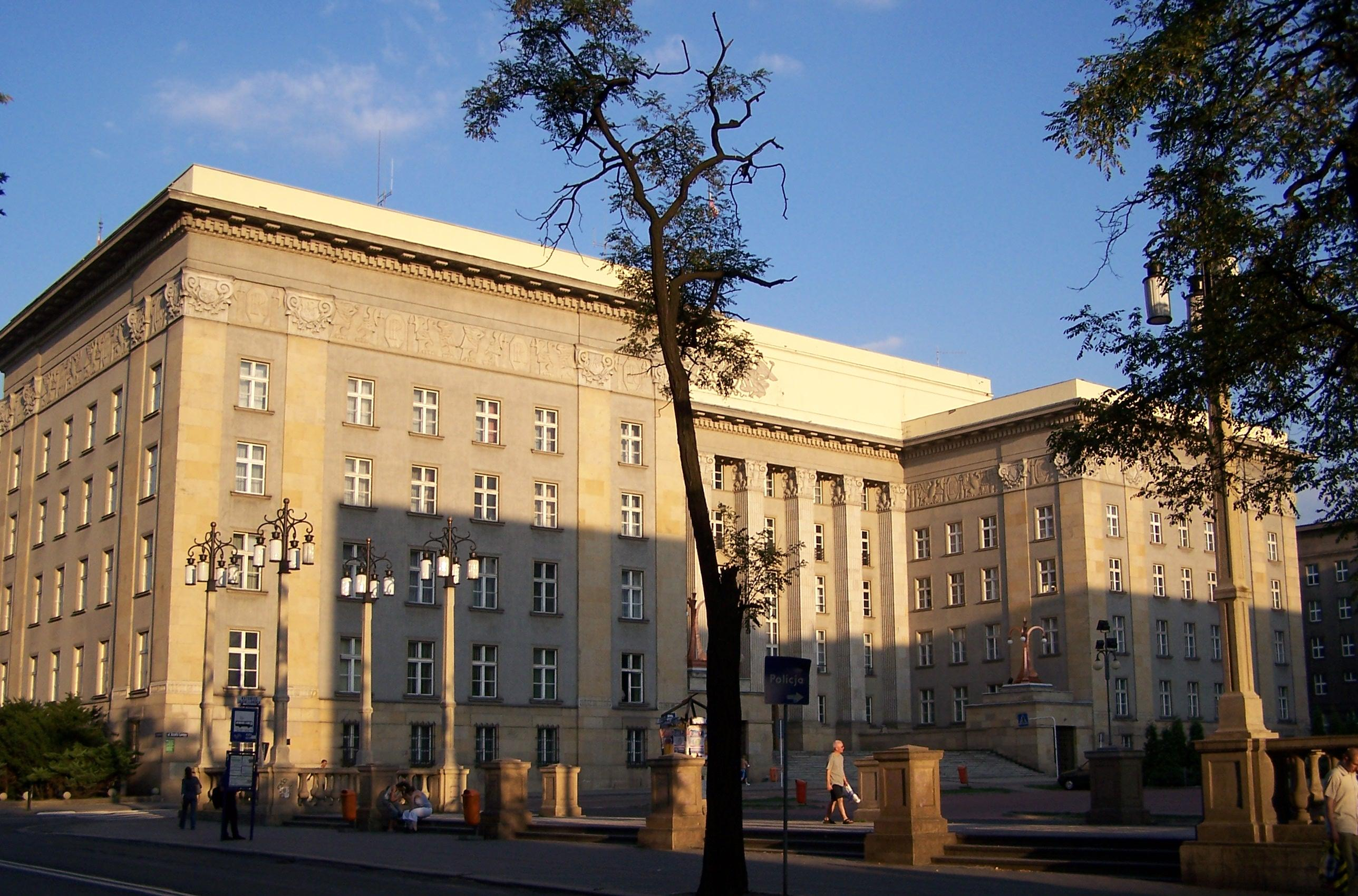
El edificio del Parlamento de Silesia en Katowice en su aspecto actual

El Tratado de Versalles resolvió que se celebrara un plebiscito para que la población local pudiera decidir si la Alta Silesia debía ser asignada a Polonia o a Alemania. Antes de que se celebrara el plebiscito, estallaron dos levantamientos en Silesia que apoyaban la opción polaca. Después del plebiscito se produjo un tercer levantamiento.
Según los resultados del plebiscito, que se celebró el 20 de marzo de 1921, la Alta Silesia se dividió entre Polonia y Alemania . La parte polaca se incorporó como Voivodato de Silesia. Tras el referéndum de 1921, el 15 de mayo de 1922 se celebró el Acuerdo germano-polaco sobre Silesia Oriental (Convención de Ginebra), que abordaba el futuro constitucional y jurídico de la Alta Silesia, ya que una parte de ella había pasado a ser territorio polaco.
El voivodato era una de las partes más desarrolladas económicamente de Polonia. Se le había concedido el estatus de autonomía mediante una ley de la Dieta polaca de 15 de julio de 1920. Ese estatus estuvo asegurado hasta el Golpe de Mayo de 1926, que inició varios intentos de limitarlo en favor de un Estado fuerte y centralizado.

Ciudades y condados de la división administrativa del voivodato

Tras la invasión alemana de Polonia, el voivodato se disolvió el 8 de octubre de 1939 y su territorio se incorporó a la provincia alemana de Alta Silesia. El territorio volvió a estar en posesión de Polonia al final de la guerra, y la ley de 1920 que otorgaba poderes autónomos al voivodato de Silesia fue formalmente derogada por una ley del 6 de mayo de 1945. El voivodato de Silesia ampliado (llamado extraoficialmente voivodato de Silesia-Dąbrowa, województwo śląsko-dąbrowskie) siguió existiendo hasta 1950, cuando se dividió en el voivodato de Katowice y el voivodato de Opole.

## Política
El voivodato gozaba de una amplia autonomía en asuntos internos, excluyendo la política exterior y militar. Tenía su propio Parlamento de Silesia con 48 diputados (24 desde 1935) elegidos en elecciones democráticas. La legislación, sin embargo, debía ser coherente con la Constitución polaca. También contaba con su propia hacienda nacional: el Tesoro de Silesia (en polaco: Skarb Śląski). Sólo alrededor del 10% de los impuestos se transferían a la hacienda nacional polaca. El jefe de la administración era un voivoda nombrado por el presidente de Polonia para actuar como representante del gobierno central.

## Divisiones administrativas

### Condados (powiaty)
A mediados de 1939, tras la invasión, la población del voivodato era de 1.533.500 (junto con Zaolzie, anexada en octubre de 1938. Su superficie total era de 5,122 kilómetros cuadrados (2 mi²) . El voivodato se dividió en los siguientes condados; con las ciudades más grandes según el censo de población de 1931).
| Powiat                                          | Población | Área       |
| ----------------------------------------------- | --------- | ---------- |
| Condado de Katowice (powiat katowicki)          | 357,300   | 213 km 2   |
| Condado de Rybnik (powiat rybnicki)             | 212,900   | 890 km 2   |
| Condado de Cieszyn (powiat cieszyński)          | 176,600   | 1 305 km 2 |
| Condado de Pszczyna (powiat pszczyński)         | 151.500   | 1 046 km 2 |
| Condado de Frysztat (powiat frysztacki)         | 143.000   | 262 km 2   |
| Ciudad de Chorzów                               | 128,900   | 32 km 2    |
| Ciudad de Katowice                              | 126.200   | 42 km 2    |
| Condado de Tarnowskie Góry (powiat tarnogórski) | 107 000   | 268 km 2   |
| Condado de Bielsko (Powiat Bielski)             | 59.500    | 339 km 2   |
| Condado de Lubliniec (powiat lubliniecki)       | 45.200    | 715 km 2   |
| Ciudad de Bielsko                               | 25.400    | 10 km 2    |

| Ciudades             | Población |
| -------------------- | --------- |
| Chorzów a            | 128,900   |
| Katowice             | 126.200   |
| Siemianowice Śląskie | 37,800    |
| Cieszyn              | 28.000    |
| Bielsko              | 25.400    |
| Rybnik               | 23 000    |
| Mysłowice            | 22,700    |
| Karwina              | 22,300    |
| Tarnowskie Góry      | 15.500    |
| Mikołów              | 11,900    |
| Bogumin              | 10,800    |
| Orłowa               | 10000     |

## Voivodas
- Józef Rymer 16 de junio de 1922-5 de diciembre de 1922
- Zygmunt Żurawski 15 de diciembre de 1922-1 de febrero de 1923 (en funciones)
- Antoni Schultis 1 de febrero de 1923-3 de marzo de 1924
- Tadeusz Koncki 15 de octubre de 1923-2 de mayo de 1924 (en funciones hasta el 3 de marzo de 1924)
- Mieczysław Bilski 6 de mayo de 1924-3 de septiembre de 1926
- Michał Grażyński 6 de septiembre de 1926-5 de septiembre de 1939